# Stary Kostrzynek

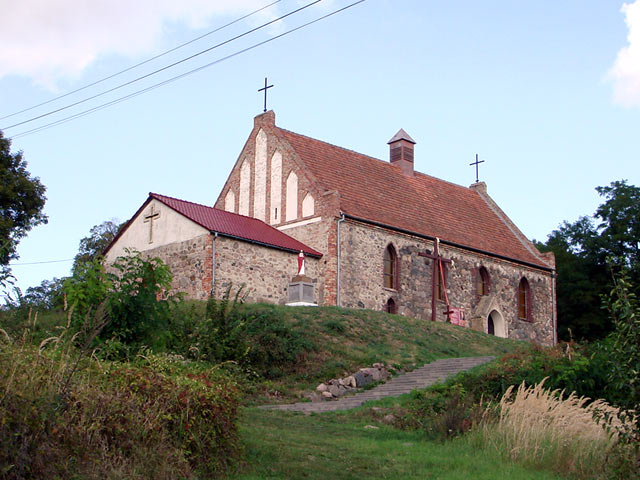
Dorfkirche

Stary Kostrzynek (bis 1945 Alt Cüstrinchen, älter auch Alt Küstrinchen, Alt-Küstrinchen oder Alt-Cüstrinchen) ist ein polnisches Dorf in der Gmina Cedynia im Powiat Gryfiński. Der Ort zählt 104 Einwohner (Stand 2007). Es gehörte bis 1945 zum Landkreis Königsberg Nm. (Provinz Brandenburg). Der Ort liegt unmittelbar an der Oder und somit auch direkt an der Grenze zu Deutschland, etwa 2 km von der Grenzübergangsstelle von Hohenwutzen nach Osinów Dolny (Niederwutzen) entfernt.

## Geschichte
Der Ort wurde erstmals 1299 in der Form „Die Custrineken“ erwähnt. Er gehörte lange Zeit zum Kloster Zehden, nach dessen Säkularisation 1555 zum Amt Zehden. Bereits 1498 waren die von Bornstedt im Besitz des adligen Freischulzengut mit 10 Hufen Land. Das Gut blieb im Besitz dieser Familie bis 1774.
Die Haupterwerbsquelle der Bewohner war traditionell die Fischerei. Mit der Verlegung der Oder und der Trockenlegung des Oderbruchs im 18. Jahrhundert verloren diese ihre Fanggebiete. Der Ort wurde in Altcüstrinchen umbenannt nach der Gründung des Kolonistendorfes Neu Cüstrinchen.
Am Beginn des neunzehnten Jahrhunderts lebten hier in 87 Haushalten insgesamt 704 Einwohner.
Die 1930 eröffnete Kleinbahn Freienwalde–Zehden besaß einen Bahnhof Alt Küstrinchen (in dieser Schreibweise), der später in Johannesmühle umbenannt wurde.
Durch die Kämpfe am Ende des Zweiten Weltkriegs kam es zu erheblichen Zerstörungen vieler Gebäude. Der noch am besten erhaltene Teil des Dorfes ist der südliche Abschnitt. 1945 wurden die Gleise demontiert. Der Ort kam zu Polen. Am Oderufer liegt der westlichste Punkt Polens.